# Холевиньский, Владислав Иванович
Владислав Иванович Холевиньский (Холевинский, Голевинский) (пол. Holewiński; 1834—1919) — польский юрист и педагог, профессор гражданского права в Императорском Варшавском университете и председатель департамента Варшавской судебной палаты, один из наиболее известных цивилистов конца XIX — начала XX века.

## Биография
Родился 19 сентября 1834 года[по какому календарю?] в городке Бяле-Подляской (Люблинское воеводство).
В 1857 году окончил юридический факультет Императорского Санкт-Петербургского университета, после чего служил в правительственной комиссии юстиции. С 10 сентября 1862 года исправлял должность ординарного профессора гражданского права Варшавской главной школы и был утверждён в должности 3 марта 1866 года. Уже после преобразования школы в университет защитил докторскую диссертацию.
Воспитанный в школе французского права, сделавшегося в значительной степени и правом его родной страны, В. И. Холевиньский воспринял лучшие стороны этой школы и в числе их реальное, жизненное понимание юридических явлений. По его мнению, теория права «не может быть установлена путём дедукции, на одних абстрактных началах», и право, «как произведение практической жизни, должно быть изучаемо по явлениям самой жизни». Эту жизненную точку зрения он вносил и в свою практическую деятельность, высоко ценимую знакомыми с ней лицами. Холевиньский принимал деятельное участие в комиссии по составлению проекта русского гражданского уложения.
В русской юридической литературе наиболее известен двумя исследованиями: «Об отношениях супругов по имуществу по законам, действующим в Царстве Польском» (магистерская диссертация, 1861) и «О происхождении и делении обязательств» (докторская диссертация, 1872). Кроме работ, написанных по-русски, ему принадлежит ряд исследований, касающихся польского права и написанных по-польски.
Умер 8 октября 1919 года[по какому календарю?] в Варшаве.

## Избранная библиография
Труды на польском языке:
- «Об изменениях в гражданском судопроизводстве во Франции по закону 21 мая 1858 года» (1859);
- «Проект уголовного судопроизводства для Царства Польского» (1862; переведено на русский);
- «Страница из новейшей истории кодекса Наполеона» (1887);
- «Существенные различия между прусской, австрийской, французской и польской ипотечными системами» (1888);
- «О школах римского права в Италии и Франции» («Themis», 1913)[3].